# Erich Moritz von Hornbostel
Erich Moritz von Hornbostel (* 25. Februar 1877 in Wien; † 28. November 1935 in Cambridge, England) war ein österreichischer Musikethnologe und von 1906 bis 1933 Direktor des Berliner Phonogramm-Archivs.

## Familie
Hornbostel war Nachkomme einer ursprünglich aus Niedersachsen stammenden Familie, mit Heinrich Hornbostel urkundlich 1534–1545 dort erwähnt, und der Sohn des Erich Otto von Hornbostel (1846–1910) und der Helene Magnus (1840–1914). Sein Großvater war der im November 1860 in den österreichischen Ritterstand erhobene Theodor Hornbostel (1815–1888).
Hornbostel heiratete am 21. August 1903 in Berlin Susanne Apolant (* 22. Juli 1881 in Berlin; † 29. September 1956 in Holtsville, Suffolk County (New York)), die Tochter des Sanitätsrats Dr. med. Eduard Apolant (* 1847) und der NN. Cohn (* um 1859) in Berlin-Wilmersdorf.

## Leben
Hornbostel studierte zunächst in Wien Chemie. In Berlin wurde er am Berliner Psychologischen Institut Assistent des Psychologen Carl Stumpf, der auf dem Gebiet der Tonpsychologie forschte. Während des Ersten Weltkriegs entwickelte er zusammen mit Max Wertheimer den Richtungshörer für die militärische Anwendung („Wertbostel“). Hornbostel arbeitete beim Aufbau des Berliner Phonogramm-Archivs mit, das er bis 1933 leitete. Gemeinsam mit dem Musikwissenschaftler Curt Sachs entwickelte er ein System zur Klassifizierung von Musikinstrumenten, das als Hornbostel-Sachs-Systematik bekannt ist. Hornbostel gilt als einer der namhaftesten Vertreter der Gestalttheorie auf dem Gebiet der Musikwissenschaft. 1925 wurde er ao. Professor für Systematische und Vergleichende Musikwissenschaft an der Universität Berlin.
Als „Halbjude“ 1933 seiner Ämter enthoben, emigrierte von Hornbostel in die Schweiz, später in die USA, wo er zeitgleich mit Max Wertheimer an die „New School for Social Research“ engagiert wurde. Aus gesundheitlichen Gründen musste er New York aber bald verlassen und ließ sich schließlich 1934 im britischen Cambridge nieder.
Hornbostel verfasste kein selbständiges Buch, stattdessen veröffentlichte er über 100 Aufsätze und Rezensionen in Zeitschriften, die teilweise heute nur schwer erreichbar sind.  Er leistete Pionierarbeit bei der Erforschung afrikanischer und asiatischer Musik und entwarf ein System zur schriftlichen Aufzeichnung dieser Musik. Auf Hornbostel geht die später kritisierte Blasquintentheorie zurück. Zu seinen Schülern und Mitarbeitern gehörten Fritz Bose, Henry Cowell, George Herzog, Hans Hickmann, Heinrich Husmann, Mieczyslaw Kolinski, Jaap Kunst, Robert Lachmann, Curt Sachs und Marius Schneider.

## Veröffentlichungen (Auswahl)
- Die Probleme der Vergleichenden Musikwissenschaft. In: Christian Kaden, Erich Stockmann (Hrsg.): Tonart und Ethos. Aufsätze zur Musikethnologie und Musikpsychologie. 1905 (Reclam, Leipzig 1986)
- Abschnitt XX. Musik. In: Günther Tessmann: Die Pangwe. Völkerkundliche Monographie eines westafrikanischen Negerstammes. Ergebnisse der Lübecker Pangwe-Expedition 1907–1909 und früherer Forschungen 1904–1907. Band 2. Ernst Wasmuth, Berlin 1913, S. 320–357.
- mit Curt Sachs: Systematik der Musikinstrumente. Ein Versuch. In: Zeitschrift für Ethnologie. Band 46, 1914, S. 553–590 (Digitalisat).
- Beobachtungen über ein- und zweiohriges Hören. In: Zeitschrift für Psychologie und ihre Grenzwissenschaften. Band 4, 1923, S. 64–114.
- The Unity of the Senses. In: Psyche, 7, Nr. 28, 1927, S. 83–89.
- Klaus Wachsmann, Dieter Christensen, Hans-Peter Reinecke (Hrsg.): Hornbostel Opera Omnia. Band 1. Springer, Berlin 1975 (enthält sämtliche veröffentlichten Schriften der Jahre 1903 bis 1906)